# Alice Hoffman
Alice Hoffman (New York, 1952. március 16. –) amerikai regényíró, ifjúsági és gyermekkönyvíró, aki leginkább az 1995-ös Practical Magic című regényéről ismert, amelyből 1998-ban azonos című film is készült. Számos műve a mágikus realizmus műfajába tartozik, és mágikus, ironikus, valamint nem szokványos románcokat és kapcsolatokat tartalmazó elemeket tartalmaz.

## Fiatalkora és iskolái
Alice Hoffman New Yorkban született, és a New York állambeli Long Islanden nőtt fel. A nagymamája orosz-zsidó bevándorló volt. 1969-ben végzett a Valley Stream North középiskolában, majd az Adelphi Egyetemen Bachelor of Arts diplomát szerzett. 1973-ban és 1974-ben Mirrielees-ösztöndíjas volt a Stanford Egyetem Kreatív Íróközpontjában, ahol Master of Arts címet szerzett kreatív írásból.

## Pályafutása
Amikor Hoffman huszonegy éves volt, és a Stanfordon tanult, első novelláját, "At the Drive-In" címmel a Fiction című irodalmi folyóirat 3. kötetében tették közzé. Ted Solotaroff szerkesztő felvette vele a kapcsolatot, és megkérdezte, van-e regénye. Ekkor kezdte írni első regényét, a Property Of-t. 1977-ben adták ki Farrar, Straus and Giroux kiadásában, amely ma a Macmillan Publishers részlege. A Property Of egy része megjelent Solotaroff irodalmi folyóiratában, az American Reviewban.
Első munkája a Doubledaynél volt, amely később két regényét is megjelentette.
Megkapta a New Jersey-i Notable Book Award-ot az Ice Queen-ért. Hammett-díjat nyert Turtle Moonért. Ő írta az 1983-as Függetlenség napja (Independence Day) című film forgatókönyvét Kathleen Quinlan és Dianne Wiest főszereplésével.
2019 szeptemberében Hoffman kiadta a The World That We Knew című könyvet, amely egy igaz történeten alapul, amelyet egy rajongó mesélt neki egy dedikáláson. A nő elárulta Hoffmannak, hogy a második világháború idején zsidó szülei nem zsidó emberekhez költöztették, hogy megmenekülhessen a nácik elől. Ezeket "rejtett gyerekeknek" nevezték, és Hoffman évekig gondolkodott ezen a nőn és szokatlan neveltetésén, mielőtt úgy döntött, hogy elutazik Európába, hogy többet megtudjon.
Practical Magic („Gyakorlati varázslat”) sorozatának harmadik regénye, a Magic Lessons (Varázsleckék) 2020 októberében jelent meg. Ez az előzménytörténet a 17. században játszódik, és Maria Owens, a család matriarchájának életét mutatja be.
A Scholastic Press számára Hoffman írta az Indigo, a Green Angel és a folytatás, a Green Witch című ifjúsági regényeket is. Fiával, Wolfe Martinnal közösen írta a Moondog című képeskönyvet.
2015-ben Hoffman az alma materének, az Adelphi Egyetem nek adományozta archívumát.

## Magánélete
Hoffman Bostonban lakik. Miután mellrákkal kezelték a Cambridge-i Mount Auburn Kórházban, segített létrehozni a kórház Hoffman Breast Centerét.

## Művei

### Regények
- Property Of (1977)
- The Drowning Season (1979)
- Angel Landing (1980)
- White Horses (1982)
- Fortune's Daughter (1985)
- Illumination Night (1987)
- At Risk (1988)
- Seventh Heaven (1990)
- Turtle Moon (1992)
- Second Nature (1994)
- Practical Magic (1995)[16]
- Here on Earth (1997)
- Local Girls (1999)
- The River King (2000)[17]
- Blue Diary (2001)
- The Probable Future (2003)
- Blackbird House (2004)
- The Ice Queen (2005)
- Skylight Confessions (2007)
- The Third Angel (2008)
- The Story Sisters (2009)
- The Red Garden (2011)
- The Dovekeepers (2011)[18]
- The Museum of Extraordinary Things (2014)
- The Marriage of Opposites (2015)
- Faithful (2016)
- The Rules of Magic (2017) – prequel to Practical Magic
- The World That We Knew (2019)
- Magic Lessons (2020) - prequel to Practical Magic
- The Book of Magic (2021) - sequel to Practical Magic
- The Invisible Hour (2023)

### Ifjúsági regények
- Aquamarine (2001)[19]
- Indigo (2002)
- Green Angel (2003)
- Water Tales: Aquamarine & Indigo (gyűjtő kiadás) (2003)
- The Foretelling (2005)
- Incantation (2006)
- Green Witch (A Green Angel folytatása) (2010)
- Green Heart (a Green Angel & Green Witch gyűjteménye) (2012)

### Középfokú könyvek
- Nightbird (2015)

### Gyermekkönyvek
- Fireflies: A Winter's Tale (illusztrálta: Wayne McLoughlin) (1999)
- Horsefly (Steve Johnson(wd) és Lou Fancher(wd) rajzai) (2000)
- Moondog (Wolfe Martinnal; illusztrálta: Yumi Heo(wd)) (2004)

### Novellák
- Conjure (2014)

### Nonfiction
- Survival Lessons (2013)

### Magyarul megjelent
- Hetedik mennyország (Seventh Heaven) – Európa, Budapest, 1998 · ISBN 9630763850 · Fordította: Nagy Nóra
- A tizenharmadik boszorkány (The Probable Future) – Geopen, Debrecen, 2007 · ISBN 9789639574861 · Fordította: Szűr-Szabó Katalin
- Átkozott boszorkák (Practical Magic) – Palatinus, Budapest, 2007 · ISBN 9789639651562 · Fordította: Nagy Nóra
- Itt a Földön (Here on Earth) – Palatinus, Budapest, 2007 · ISBN 9789639651821 · Fordította: Borbás Mária
- Galambok őrizői (The Dovekeepers) – Palatinus, Budapest, 2012 (History válogatás) · ISBN 9789632612065 · Fordította: Bozai Ágota
- Gyönyörű titkok múzeuma (The Museum of Extraordinary Things) – Maxim, Szeged, 2015 (Mont Blanc válogatás) · ISBN 9789632616087 · Fordította: Bozai Ágota

## Egyéb információk
- Honlapja
- Alice Hoffman az Internet Movie Database oldalon (angolul)

## Fordítás
- Ez a szócikk részben vagy egészben  az   Alice Hoffman című angol Wikipédia-szócikk fordításán alapul.  Az eredeti cikk szerkesztőit annak laptörténete sorolja fel. Ez a jelzés csupán a megfogalmazás eredetét és a szerzői jogokat jelzi, nem szolgál a cikkben szereplő információk forrásmegjelöléseként.